# エルンスト・ウルリヒ・フォン・ヴァイツゼッカー
エルンスト・ウルリヒ・フォン・ヴァイツゼッカー（Ernst Ulrich von Weizsäcker、1939年6月25日 - ）は、ドイツの環境学者、政治家。

## 略歴
1939年、スイス出身。
1998年から2005年までドイツ連邦議会議員を務め、下院環境委員長も務めた。
地球環境を対象とする世界初の研究機関であるヴッパータール気候環境エネルギー研究所（英語版）を創設し、初代所長を務めた。
2012年から2018年まで、世界的に著名な民間シンクタンク「ローマクラブ」の共同代表を務める。
ローマクラブが1972年に発表した第1回報告書『成長の限界』（1972年）は世界的に注目された。
池田大作SGI（創価学会インタナショナル）会長と環境問題についての対談集『地球革命への挑戦～人間と環境を語る』は、2010年3月から2014年4月にわたって月刊誌「潮」と東洋哲学研究所の論文雑誌「東洋学術研究」誌上で掲載されていた対談。潮出版社より2014年10月に出版。 

## 人物
ドイツの物理学者・哲学者であるカール・フリードリヒ・フォン・ヴァイツゼッカーの息子で、エルンスト・フォン・ヴァイツゼッカーの孫にあたる。
叔父は、統一ドイツのリヒャルト・フォン・ヴァイツゼッカー初代大統領。